# 日向康
日向 康（ひなた やすし、1925年5月22日 - 2006年9月7日）は、日本の作家。

## 来歴
栃木県生まれ。陸軍士官学校卒。
岩波書店で、1977年から田中正造全集の編纂に携わり、田中を描いた『果てなき旅』で1979年に大佛次郎賞を受賞した。

## 著書
- それぞれの機会 中央公論社, 1964
- 果てなき旅 福音館 1978
- 田中正造ノート 田畑書店, 1981
- 松川事件謎の累積 毎日新聞社, 1982 のち現代教養文庫、新風舎文庫
- 非命の譜－神戸・堺浦両事件顛末 毎日新聞社, 1985　のち現代教養文庫
- 林竹二・天の仕事 講談社, 1986 のち現代教養文庫
- オレンジ色の斜光 毎日新聞社, 2000
- 田中正造を追う 岩波書店, 2003.12